# Donkere kustkruiper
De donkere kustkruiper (Harpalus melancholicus) is een keversoort uit de familie van de loopkevers (Carabidae). De wetenschappelijke naam van de soort werd in 1829 gepubliceerd door Pierre François Marie Auguste Dejean. De soort wordt ook wel in het geslacht Cryptophonus geplaatst.